# Баглунг
Баглунг (непальск. बागलुङ) — город и муниципалитет на западе центральной части Непала, в районе Баглунг зоны Дхаулагири Западного региона страны.
Расположен в 72 км к западу от города Покхара и примерно в 275 км к северо-западу от Катманду, на берегу реки Кали-Гандак, на высоте 914 м над уровнем моря. Город находится на плато, выходящем к ущелью реки Кали-Гандак, непосредственно к югу от гималайского массива Дхаулагири. Крутые скалы, спускающиеся в долину, обрамляют плато с трёх сторон. Границы города можно примерно определить по рекам Катхе-Кхола (на юге), Кали-Гандак (на востоке) и Дходени-Кхола (на севере). Климат Баглунга характеризуется довольно тёплым летом и мягкой зимой. Распределение осадков в течение года определяется муссоном; большая их часть выпадает в период с июня по сентябрь. В остальные месяцы главным образом сухо и солнечно.
Население муниципалитета по данным переписи 2011 года составляет 29 360 человек, из них 13 556 мужчин и 15 804 женщины. Таким образом, это 38-й крупнейший муниципалитет страны. Помимо непальского языка, распространены неварский, гурунг, тибетский и др. языки. Большая часть населения исповедует индуизм, имеются также буддисты и мусульмане.
Баглунг соединён асфальтированным шоссе с городом Покхара. Он также соединён дорогами с городками Бени (13 км к северу) и Кусма (12 км к югу). Недавно было построено шоссе, ведущее на север, в Тибет через Мустанг. В 12 км к югу от Баглунга имеется аэропорт, однако, в связи с постройкой дорог, он сейчас почти не используется.